# Wyborna
Wyborna (słow. Výborná, węg. Sörkút, do 1899 Viborna, niem. Bierbrunn) – wieś (obec) w północnej Słowacji leżąca w powiecie Kieżmark, w kraju preszowskim. Pierwsza pisemna wzmianka o wsi pochodzi z 1289 roku.

## Położenie
Jest to niewielka miejscowość położona na Kotlinie Popradzkiej u południowych podnóży należącego do Magury Spiskiej szczytu Parizánska hora (937 m). Zabudowania Wybornej rozłożone są po obydwu stronach niewielkiego potoku Náhon. Przez miejscowość przechodzi droga z Białej Spiskiej (Spišská Belá) do Tatrzańskiej Kotliny (Tatranská Kotlina).

## Opis miejscowości
W Wybornej znajdują się dwa kościoły. Większość mieszkańców to Romowie, w 2016 roku stanowili oni aż 87,01% populacji wsi.